# Sterker dan drank
Sterker dan drank is een driedelige Nederlandse miniserie over alcohol en opvoeding. De serie werd in 1997 uitgezonden door de AVRO op Nederland 1.

## Verhaal
De eerste aflevering gaat over een zoon, waarvan de ouders geen idee hebben dat hun zoon te veel drinkt, met alle nare gevolgen die daardoor ontstaan. De tweede aflevering gaat over een vader die te veel drinkt, waardoor de dochter het huis ontvlucht en haar moeder beseft dat er wat moet gebeuren. In de derde aflevering ontdekt een moeder dat haar zoon te veel drinkt en probeert wanhopig hem op andere gedachte te brengen om te stoppen met drinken.

## Rolverdeling
| Acteur                 | Personage         |
| Aflevering 1           | Aflevering 1      |
| ---------------------- | ----------------- |
| Aus Greidanus jr.      | Sander            |
| Hugo Konings           | Igor              |
| Josefien Hendriks      | Mireille          |
| Fred Goessens          | Vader             |
| Thea Breederveld       | Moeder            |
| Wimie Wilhelm          | Rijschoolhoudster |
| Jasper de Moor         | Robert            |
| Margje Wittermans      | Esmee             |
| Aflevering 2           |                   |
| Paul Hoes              | Vader             |
| Camilla Braaksma       | Moeder            |
| Nana Lodewijks         | Emma              |
| Titus Boonstra         | Jochem            |
| Rachelle Kruize        | Marlies           |
| Nelleke Zitman         | Pam de Vries      |
| Reinout Bussemaker     | Job de Vries      |
| Michiel Hennes         | Burgemeester      |
| Aflevering 3           |                   |
| Fedja van Huêt         | Tom               |
| Yvonne van den Hurk    | Moeder            |
| Theo Pont              | Rob               |
| Frederik Brom          | Arjan             |
| Jop Joris              | Ron               |
| Matthijs Wind          | Theo              |
| Koen Smit              | Vincent           |
| Esmée de la Bretonière | Esther            |

## Afleveringen
| Afl. | Titel              | Regie               | Scenario                      | Originele releasedatum |
| ---- | ------------------ | ------------------- | ----------------------------- | ---------------------- |
| 1    | 'n meter bier      | Simone van den Ende | Justus van Oel                | 13 december 1997       |
| 2    | 'n drinker in huis | Wik Bekker          | Suki Harrison & Judith Smedts | 20 december 1997       |
| 3    | droogzwemmen       | Roel Reiné          | Bert Bouma                    | 27 december 1997       |